# Račín
Račín (en allemand : Ratschin) est une commune du district de Žďár nad Sázavou, dans la région de Vysočina, en République tchèque. Sa population s'élevait à 130 habitants en 2020.

## Géographie
Račín se trouve à 8 km au nord-ouest de Žďár nad Sázavou, à 31,5 km au nord-est de Jihlava et à 116 km au sud-est de Prague.

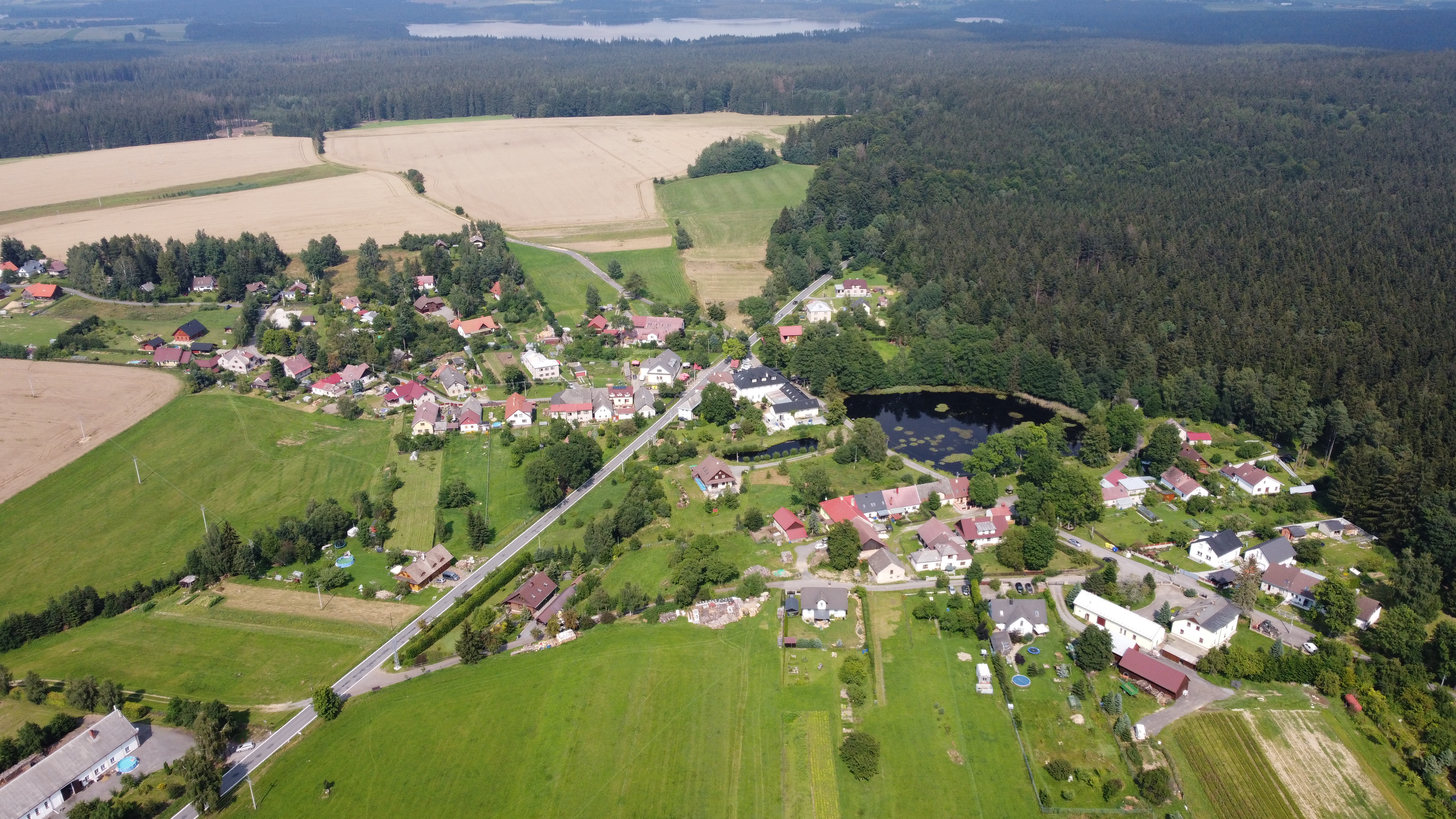
Račín : vue aérienne oblique.

La commune est limitée par Radostín au nord, par Polnička et Žďár nad Sázavou à l'est, par Sázava au sud, par Velká Losenice au sud et à l'ouest, et par Vepřová à l'ouest.

## Histoire
La première mention écrite de la localité date de 1654.

## Transports
Par la route, Račín se trouve à 10 km de Žďár nad Sázavou, à 43 km de Jihlava et à 150 km de Prague.